# Pauline
Pauline ist ein weiblicher Vorname.

## Herkunft und Bedeutung
Beim Namen Pauline handelt es sich um eine weibliche Variante des römischen Cognomen Paulinus, der sich von Paulus ableitet und „bescheiden“ oder „klein“ bedeutet.

## Verbreitung
In Frankreich zählte der Name Pauline bereits zu Beginn des 20. Jahrhunderts zu den beliebtesten Mädchennamen. Mit den Jahren sank seine Popularität. Im Jahr 1925 verließ der Name die Top-100 der Vornamenscharts. Bis in die 1960er Jahre hinein fiel seine Beliebtheit ab. Nach einem Tiefpunkt im Jahr 1968 (Rang 382) nahm die Popularität wieder zu. Bereits im Jahr 1980 zählte der Name wieder zu den 100 meistgewählten Mädchennamen. Von 1987 bis 1998 gehörte Pauline zur Top-10 der französischen Vornamenscharts. Danach sank seine Beliebtheit erneut. Zuletzt belegte der Name Rang 173 der Vornamenscharts (Stand 2021). Ein ähnliches Bild zeigt sich auch in Belgien.
In den USA gehörte der Name von 1888 bis 1938 zu den 100 beliebtesten Mädchennamen. Im Laufe der Jahre geriet der Name außer Mode. Heute wird er nur noch ausgesprochen selten vergeben.
In Deutschland war der Name Pauline bereits im ausgehenden 19. Jahrhundert sehr beliebt. Seit den 1910er Jahren geriet der Name jedoch außer Mode. In den 1990er Jahren gelang ihm ein rascher Aufstieg in den Vornamenscharts, wo er sich unter den 100 meistgewählten Mädchennamen etablierte und mehrfach die Top-50 erreichte. Im Jahr 2021 belegte er Rang 75 der Hitliste. Als Zweitname wird er häufiger gewählt und erreichte Rang 36.

## Varianten

### Weibliche Varianten
- Belarussisch: Паліна Palina
- Bulgarisch: Павлина Pawlina, Полина Polina
  - Diminutiv: Поля Polja
- Deutsch: Paulina
  - Diminutiv: Lina, Line
- Englisch: Pauleen, Paulene, Paulina
- Finnisch: Pauliina
- Griechisch: Παυλίνα Pavlina, Πωλίνα Polina
- Italienisch: Paolina
  - Latein: Paulina
  - Diminutiv: Lina
- Litauisch: Paulina
- Mazedonisch: Павлина Pawlina
- Niederländisch: Paulien
  - Diminutiv: Lien
- Polnisch: Paulina
- Portugiesisch: Paulina
- Russisch: Полина Polina
- Slowakisch: Paulína, Pavlína
- Slowenisch: Pavlina
- Spanisch: Paulina
- Ukrainisch: Поліна Polina
- Tschechisch: Pavlína

### Männliche Varianten
- Bulgarisch: Павлин Pawlin
- Deutsch: Paulinus, Paulin
- Italienisch: Paolino
  - Latein: Paulinus
- Portugiesisch: Paulino
- Spanisch: Paulino

## Namenstage
- 13. März: nach Pauline von Paulinzella
- 30. April: nach Pauline von Mallinckrodt
- 9. Juli: nach Paulina vom Herzen Jesu im Todeskampf

## Namensträgerinnen

### Pauline
- Pauline Astor (1880–1972), Mitglied der für ihren Reichtum bekannten Astor-Familie
- Pauline Baynes (1922–2008), britische Illustratorin und Autorin.
- Pauline Bonaparte (1780–1825), Lieblingsschwester von Napoleon Bonaparte
- Pauline Clarke (1921–2013), britische Journalistin und Kinderbuchautorin
- Pauline Collins (* 1940), britische Theater- und Filmschauspielerin
- Pauline Davis (1917–1995), US-amerikanische Politikerin
- Pauline Davis-Thompson (* 1966), bahamaische Leichtathletin
- Pauline Étienne (* 1989), belgische Schauspielerin
- Pauline Holdstock (* 1948), kanadische Schriftstellerin, Literaturkritikerin und Essayistin britischer Herkunft
- Pauline Horson (1858–1918), deutsche Sopranistin und Kammersängerin
- Pauline Marie Jaricot (1799–1862), Gründerin des Werkes der Glaubensverbreitung, des Kindheit-Jesu-Vereins und des Lebendigen Rosenkranzes und Selige
- Pauline Kael (1919–2001), US-amerikanische Filmkritikerin
- Pauline Knof (* 1980), deutsche Theater- und Film-Schauspielerin
- Pauline von Königsegg (1830–1912), österreichische Hofdame
- Pauline Lafont (1963–1988), französische Filmschauspielerin
- Pauline zur Lippe (1769–1820), Fürstin zur Lippe
- Pauline Lucca (1841–1908), österreichische Opernsängerin (Sopran)
- Pauline von Mallinckrodt (1817–1881), Ordensgründerin der Kongregation der Schwestern der Christlichen Liebe
- Pauline Marois (* 1949), kanadische Politikerin
- Pauline Martin (1861–1951) war Nonne im Orden der Unbeschuhten Karmelitinnen, leibliche Schwester der Heiligen Therese von Lisieux
- Pauline McLynn (* 1962), irische Schauspielerin und Schriftstellerin
- Pauline von Metternich (1836–1921), österreichische Salonière und Philanthropin
- Pauline von Montgelas (1874–1961), im Deutschen Katholischen Frauenbund tätig, setzte sich für gute Arbeitsbedingungen junger Frauen ein
- Pauline Murray (* 1958), britische Sängerin, Songschreiberin, Musikerin
- Pauline Newman (* 1927), US-amerikanische Bundesrichterin
- Pauline Nyiramasuhuko (* 1946), ruandische Kriegsverbrecherin
- Pauline Oliveros (1932–2016), US-amerikanische Komponistin und Akkordeonistin
- Pauline Phillips (1918–2013), US-amerikanische Kolumnistin und Radiomoderatorin
- Pauline Rebour (1878–1954), französische Feministin
- Pauline Rénevier (* 1998), deutsche Schauspielerin
- Pauline von Sachsen-Weimar-Eisenach (1852–1904), Herzogin zu Sachsen sowie durch Heirat Erbgroßherzogin von Sachsen-Weimar-Eisenach
- Pauline von Sagan (1782–1845), Prinzessin von Kurland, Herzogin von Sagan und durch Heirat Fürstin von Hohenzollern-Hechingen
- Pauline Savari (1859–1907), französische Feministin und Künstlerin
- Pauline Schanz (1828–1913), deutsche Schriftstellerin
- Pauline Schenkel (* 2000), französische Schlager- und Chanson-Sängerin
- Pauline Soltau (1833–1902), deutsche Geigerin und Malerin
- Pauline Strauss-de Ahna (1863–1950), deutsche Sopranistin, Ehefrau des Komponisten Richard Strauss
- Pauline Ulrich (1835–1916), deutsche Hofschauspielerin am Dresdner Hoftheater
- Pauline Vasseur (* 1988), französische Sängerin
- Pauline Viardot-García (1821–1910), französische Sängerin (Mezzosopran) und Pianistin
- Pauline zu Waldeck und Pyrmont (1855–1925), Prinzessin und durch Heirat Fürstin zu Bentheim und Steinfurt von 1890 bis 1918
- Pauline Werner (* 1996), deutsche Schauspielerin
- Pauline Wiesel (1778–1848), Freundin von Rahel Varnhagen
- Pauline von Württemberg (1800–1873), von 1820 bis 1864 Königin von Württemberg
- Pauline von Württemberg (1810–1856), Prinzessin von Württemberg und durch Heirat Herzogin von Nassau

Künstlername
- Pauline, Pseudonym von Margot Ehrich (1936–2017), deutsche Schriftstellerin

### Paulina
- Paulína Bátovská Fialková (* 1992), slowakische Biathletin
- Paulina Bittner (* 1995), deutsche Schauspielerin
- Paulina Brandberg (* 1983), schwedische Politikerin der Liberalen Partei
- Paulina Brzeźna (* 1981), polnische Radrennfahrerin
- Paulina Buforn (* 1997), spanische Handballspielerin
- Paulina Chávez (* 2002), US-amerikanische Schauspielerin
- Paulina Chiziane (* 1955), mosambikanische Schriftstellerin
- Paulina Czarnik (* 1994), polnische Tennisspielerin
- Paulina Czienskowski (* 1988), deutsche Schriftstellerin und Journalistin
- Paulina Gaitán (* 1992), mexikanische Schauspielerin
- Paulina Gretzky (* 1988), US-amerikanisch-kanadische Sängerin, Model und Schauspielerin
- Paulina Olga Guszalewicz  (1897–1965), deutsche Porträt- und Pressezeichnerin
- Paulina Hennig-Kloska (* 1977), polnische Politikerin, Politologin und Wirtschaftsexpertin
- Paulina Holtz (* 1977), polnische Schauspielerin
- Paulina F. Kernberg (1935–2006), US-amerikanische Psychoanalytikerin
- Paulina Körner (* 1996), deutsche Basketballspielerin
- Paulina Kowalska (* 1993), polnische Schauspielerin
- Paulina Krumbiegel (* 2000), deutsche Fußballspielerin
- Paulina Ligocka-Andrzejewska (* 1984), polnische Snowboarderin
- Paulina Luisi (1875–1950), uruguayische Ärztin, Lehrerin, Autorin und Frauenrechtlerin
- Paulina Nguyen (* 1990), US-amerikanische Schauspielerin und Model
- Paulina Ołowska (* 1976), polnische Malerin und vielseitige Künstlerin
- Paulina Paszek (* 1997), deutsche und ehemalige polnische Kanutin
- Paulina Porizkova (* 1965), US-amerikanisches Fotomodell und Schauspielerin
- Paulina Rubio (* 1971), mexikanische Sängerin des Latin Pop
- Paulina Schnurrer (* 2007), deutsche Schauspielerin
- Paulina Schmiedel (* 1993), deutsche Schwimmsportlerin
- Paulina Singer (* 1991), US-amerikanische Schauspielerin
- Paulina Starski (* 1982), deutsche Rechtswissenschaftlerin, Professorin für Öffentliches Recht
- Paulina Stulin (* 1985), deutsche Comic-Künstlerin
- Paulina Weiner (* 1989), deutsche Synchronsprecherin, Schauspielerin, Moderatorin und Sängerin
- Paulina Wilkońska (1815–1875), polnische Schriftstellerin